# 결식아동
결식아동은 빈곤으로 인해 결식할 위험이 있는 한부모, 소년소녀가장, 저소득층(중위소득의 52%미만)가정의 아동을 뜻한다. 한국일보 기사에 따르면 2017년 현재 33만명이 결식아동이다.사회학자 장 지글러가 쓴 왜 세계의 절반은 굶주리는가에 따르면, 아동기에 잘 먹지 못하면 어른이 되어서도 건강에 나쁘기 때문에 빈곤에서 벗어나지 못할 위험이 크다. 세계성공회공동체의 지도자였던 윌리엄 템플 전 캔터베리 대주교는 복지국가 이야기인 기독교시민의 사회적 책임에서 초등학교 학생들에게 매일 0.5리터의 우유를 무상으로 급식하여 건강권을 배려하는 보편급식을 대안으로 주장했다.